# スリットカメラ
スリットカメラとは、特殊カメラの一種である。

## 概要
カメラのレンズとフィルムの間にスリット（細い隙間）を設け、撮影中にフィルムを巻き続けることでカメラの前方を通過する被写体を1本のフィルムに連続的に撮影する。
写真撮影の技法としては、英語ではstrip photographyあるいはslit photography等と呼ばれている（en:Strip photography）。日本ではスリット写真等と呼ぶ。

### 実用面での使用
実用面では、競走等の競技の、スタートやゴールの写真判定に使用する。「日本写真判定」や「山口シネマ」という専門業者がある。着順判定では、ゴールラインと重なるようにスリットを設置し被写体の速度に応じたフィルム・シャッター速度を設定することによって経時的にフィルムに像を写し、その画像で判定を行う。
原理的には同様のものだが、科学技術撮影などで使うストリークカメラという機材もある。
KH-8などのデジカメ化する前の偵察衛星でスリット長尺大判フイルムカメラが使われた例もある。

### 趣味での使用
趣味の撮影では、鉄道車両等の撮影に用いられている。特にフィルムを長く使って、列車の1編成全部というような写真が撮れることが特徴である。鉄道車両撮影では、フォーカルプレーンシャッターの位置にスリットを設け、一定速でフィルムを巻き取れるようにフィルムカメラを改造する。撮影する画角の、上は架線・下は線路の一部を入るようにして列車側面に対し真横あるいは少し斜めにカメラを設置し、被写体の鉄道車両の速度に対応した速度でフィルムを送り撮影することで、例えば36枚撮りフィルムで20m車15両編成程度までの列車を撮影できる。

## その他
映画のように高速で続けて撮影した写真のコマやビデオ撮影した動画から、中央部を縦に細長く取り出して横に並べることで、似たような画像が得られる。動画からそのような画像処理を行うコンピュータプログラムも作られている。